# Juan Botanch
Juan Botanch Dausa (Casá de la Selva, 9 de abril de 1923 - Gerona, 28 de octubre de 2017) fue un abogado y político español.

## Biografía
Licenciado en Derecho y abogado de profesión, fue elegido procurador en Cortes del tercio familiar por la provincia de Gerona en las elecciones a las Cortes franquistas de 1971. Fue uno de los Procuradores en Cortes que votó a favor de la Ley para la Reforma Política que posibilitó la Transición Española. En las elecciones generales de 1979 fue elegido diputado de Unión de Centro Democrático por la circunscripción electoral de Gerona, repitiendo en las generales de 1982 pero por Alianza Popular.